# Nu couché
Nu couché (francuski za „Ležeći akt”), poznata i kao Crveni akt, je ulja na platnu koje je naslikao talijanski slikar Amedeo Modigliani 1917. godine. To je njegova najviše puta reproducirana i izlagana slika. Također, 9. studenoga 2015. na aukciji u kući Christie's u New Yorku prodana je za rekordnih 170,4 milijuna $ dospjevši na popis najskupljih slika na svijetu
Ovaj akt je jedan od slavnih koje je umjetnik naslikao 1917. godine za svoju prvu i jedinu samostalnu izložbu u Galeriji Berthe Weill, koju je zatvorila policija zbog ćudoređa Nastala je u vrijeme pokroviteljstva poljskog preprodavača umjetnina, Léopolda Zborowskog, Modigliani slikao uglavnom samo aktove kako bi „obnovio i ponovno oživio akt kao motiv moderne umjetnosti”. Naime, Modigliani je nastavio tradiciju Tizianove Venere od Urbina koja je slavila putenost ljudskog tijela, a koju su ponovno pokrenuli slikari kao što su Picasso i Matisse desetljeće prije
Prvi vlasnik joj je bio Léopold Zborowski, no od tada je nekoliko puta mijenjala vlasnika dok nije završila kod Laure Mattioli Rossi iz Milana prije velike prodaje 2015. godine. Sliku je kupio kineski biznismen Liu Yiqian iz Šangaja.